# 翻译硕士
翻译硕士（英語：Master of Translation and Interpreting，简称MTI）简称翻硕，是中华人民共和国的一种专业硕士学位，有全日制和非全日制两种在籍方式，一般学制2至3年。毕业需提交翻译实践报告或毕业论文。翻译硕士分为口译和笔译两个方向，通常在校期间需完成规定量的翻译实践。